# Philipp Brandin
Philipp Brandin, né vers 1535/1550 à Utrecht et mort en 1594, est un architecte et un sculpteur néerlandais actif en Saint-Empire.

## Biographie
Philipp Brandin est né à Utrecht. Sa date de naissance est mal connue, The Grove Encyclopedia of Northern Renaissance Art indique vers 1550, mais d'après le livre The Baltic de Michael North c'est vers 1535.
Philipp Brandin travaille à Schwerin et à Wismar entre 1563 et 1574 pour le duc Jean-Albert Ier de Mecklembourg-Schwerin, Herzog von Mecklenburg, et de 1569 à 1571 construit une maison (maintenant le Stadtgeschichtliches Museum) à Wismar pour Bürgermeister Schabbelt ; ses formes néerlandaises structurelles et ornementales ont eu une forte influence sur l'architecture ultérieure à Mecklembourg.
Il est mort en 1594. D'après The Grove Encyclopedia of Northern Renaissance Art c'est à Nyköping, alors que pour l'encyclopédie Treccani c'est au Danemark.